# Roi de Bailan
 (août 2018).
Si vous disposez d'ouvrages ou d'articles de référence ou si vous connaissez des sites web de qualité traitant du thème abordé ici, merci de compléter l'article en donnant les références utiles à sa vérifiabilité et en les liant à la section « Notes et références ».
Le titre de roi de Bailan (chinois simplifié : 白兰王 ; chinois traditionnel : 白蘭王 ; pinyin : báilán wáng ; litt. « roi de l'orchidée blanche » ; translittération en tibétain : པའི་ལེན་དབང།, Wylie : pa'i len dbang, THL : pélen wang) est un titre conféré sous la dynastie Yuan à un Tibétain pour son hégémonie sur le Tibet, on le traduit également par vice-roi du Tibet.
Ils sont issus du clan Khön de Sakya.
1. Le premier à obtenir ce titre est Chakna Dorjé, frère de Drogön Chögyal Phagpa, en 1260 (nom de l'année en chinois : 中统元年).
2. Sönam Sangpo (zh) (tibétain : བསོད་ནམས་བཟང་པོ, Wylie : bsod nams bzang po, THL : Sönam Sangpo), neveu de Phagpa ;
3. Künga Legpe Chungne Gyeltshen Pel Sangpo (de) (tibétain : ཀུན་དགའ་ལེགས་པ´ཨི་´བྱུང་གནས་རྒྱལ་མཚན་དཔལ་བཟང་པོ, Wylie : kun dga´ legs pa'i 'byung gnas rgyal mtshan dpal bzang po)
4. Dragpa Gyeltshen (tibétain : གྲགས་པ་རྒྱལ་མཚན, Wylie : grags pa rgyal mtshan, THL : drakpa gyaltsen)